# Бруев
Бруев — опустевший поселок в Суражском районе Брянской области в составе Дегтярёвского сельского поселения.

## География
Находится в северо-западной части Брянской области на расстоянии приблизительно 38 км на север-северо-восток по прямой от районного центра города Сураж.

## История
Появился в первой половине XX века. Работал колхоз «Зелёная дуброва». На карте 1941 года отмечен был как безымянный поселок.

## Население
Численность населения: 8 человек (русские 100 %) в 2002 году, 0 в 2010.